# Rhinomuraena quaesita
Rhinomuraena quaesita, ook bekend als de bladneusmurene, is een  straalvinnige vissensoort uit de familie van murenen (Muraenidae). De wetenschappelijke naam van de soort is voor het eerst geldig gepubliceerd in 1888 door Samuel Garman.
De soort staat op de Rode Lijst van de IUCN als niet bedreigd, beoordelingsjaar 2009.

## Habitat
Rhinomuraena quaesita heeft een verspreidingsgebied dat zich uitstrekt van de kusten van Oost-Afrika tot aan Frans-Polynesië. In noordelijke richting reikt het verspreidingsgebied tot Zuid-Japan, terwijl het in zuidelijke richting reikt tot Noordwest- en Oost-Australië en Nieuw-Caledonië.
De murene komt vooral voor in lagunes en op koraalriffen langs kustgebieden. Hoewel deze soort incidenteel wordt waargenomen in holen binnen het harde rifsubstraat, bevindt zij zich doorgaans in zand- of modderbodems, of te midden van koraalpuin. Vaak steekt slechts de kop van de murene boven het substraat uit.

Sociaal vertoont Rhinomuraena quaesita een sterk plaatsgebonden gedrag; individuele exemplaren zijn waargenomen die zich gedurende maanden, en soms zelfs jaren, in hetzelfde hol ophouden. Jonge dieren worden doorgaans solitair aangetroffen, maar het is niet ongebruikelijk dat meerdere mannetjes binnen eenzelfde gebied voorkomen. In sommige gevallen delen mannetjes zelfs een gemeenschappelijk hol in het zandige substraat.